# 31.º Prêmio Jabuti
O 31º Prêmio Jabuti foi realizado em 1989, premiando obras literárias referentes a lançamentos de 1988.

## Prêmios
Os premiados foram:
- Maria Alice Barroso (A saga do cavalo indomado) e Renato Modernell, (Sonata da última cidade) Romance
- Caio Fernando Abreu, Contos/crônicas/novelas
- Francisco Alvim e Alice Ruiz, Poesia
- Celso Lafer, Estudos literários (Ensaios)
- João Moura Júnior, Autor revelação - Literatura adulta
- José Lino Grünewald e Modesto Carone, Tradução de obra literária
- Ricardo Azevedo, literatura infantil
- Vivina de Assis Viana, literatura juvenil
- Ary D'Ajuz e outros, Ciências - Tecnologia
- Helena Alexandrino, Ilustrações
- Júlio Emílio Braz, literatura Infanto Juvenil

## Ver Também
- Prêmio Prometheus
- Os 100 livros Que mais Influenciaram a Humanidade
- Nobel de Literatura